# Kajsa Ekis Ekman
Kajsa "Ekis" Ekman, född 25 juli 1980 i Maria Magdalena församling i Stockholm, är en svensk journalist och författare.
Bland hennes publicerade böcker märks Varat och varan från 2010, Skulden från 2013 och Om könets existens från 2021. Utöver sitt författarskap har Ekman föreläst internationellt om kvinnofrågor och kapitalism, varit kulturskribent i svensk dagspress och varit en röst i frågor om till exempel könsroller.

## Biografi

### Uppväxtår
Kajsa Ekis Ekman växte upp i Stockholm, Sri Lanka och Vietnam. Hon engagerade sig först i punkrörelsen och via den kom hon i kontakt med politisk aktivism och deltog i flera aktioner för djurrätt och antifascism. Efter gymnasiet levde hon i bland annat Sydamerika och USA och arbetade på restaurang.
Hon deltog i Göteborgskravallerna 2001, och upplevde att luften gick ur aktiviströrelsen efter den.
Vid en läsarträff på Dagens Nyheter opponerade hon sig mot att deras tidning inte riktade sig till unga, och Viggo Cavling på DN på stan uppmanade henne att skriva något själv och ett samarbete inleddes som fick henne att satsa på skrivande.
Ekman har bland annat studerat litteraturvetenskap på universitetsnivå. Hon har bott ett par år både i Frankrike och Katalonien i mitten av 00-talet och i Grekland åren 2011 till 2014.

### Journalistisk gärning
Ekman medarbetar i Dagens Nyheters kultursida, är krönikör i Dala-Demokraten och Aftonbladet och är kolumnist på den norska tidningen Klassekampen. Tidigare har hon varit ledarskribent på Dagens ETC och medlem i redaktionen för tidningen Brand. Ekman har publicerats i The Guardian, TruthDig, Feministcurrent och Kathimerini. Hon föreläser internationellt om prostitution och surrogatmödraskap och om kristeori.
År 2020 tilldelades hon Leninpriset med motiveringen att hon är en ”självständig socialist och feminist med hela världen som arbetsfält”. Själv har hon kallat sig ”allmänt vänster”.
I augusti 2023 lanserade hon, tillsammans med Nina Björk, Aleksa Lundberg, Francisco Contreras, Emma Hager, Jesper Nilsson och Stefan Arvidsson, samhällsmagasinet Parabol. Det har inte uppgett någon politisk hemvist, men uppfattas som vänsterintellektuellt. Till magasinet har knutits skribenter, kulturpersoner och debattörer som Martin Schibbye, Per Bauhn, Mikael Wiehe, Daniel Ankarloo och Tobias Hübinette.

## Författarskap

### Varat och varan
Kajsa Ekis Ekman debuterade 2010 med boken Varat och varan, med undertiteln Prostitution, surrogatmödraskap och den delade människan. Den fick ett blandat mottagande och särskilt ställningstagandet mot surrogatmödraskap skapade debatt. Maria Sveland kallade den i Dagens Nyheter för "en av årets viktigaste böcker" och den har översatts till engelska, tyska, spanska, franska och italienska. Boken ledde till debatt om surrogatmödraskap i Sverige och till att Vänsterpartiet och Feministiskt initiativ tog ställning emot det. 

### Skulden

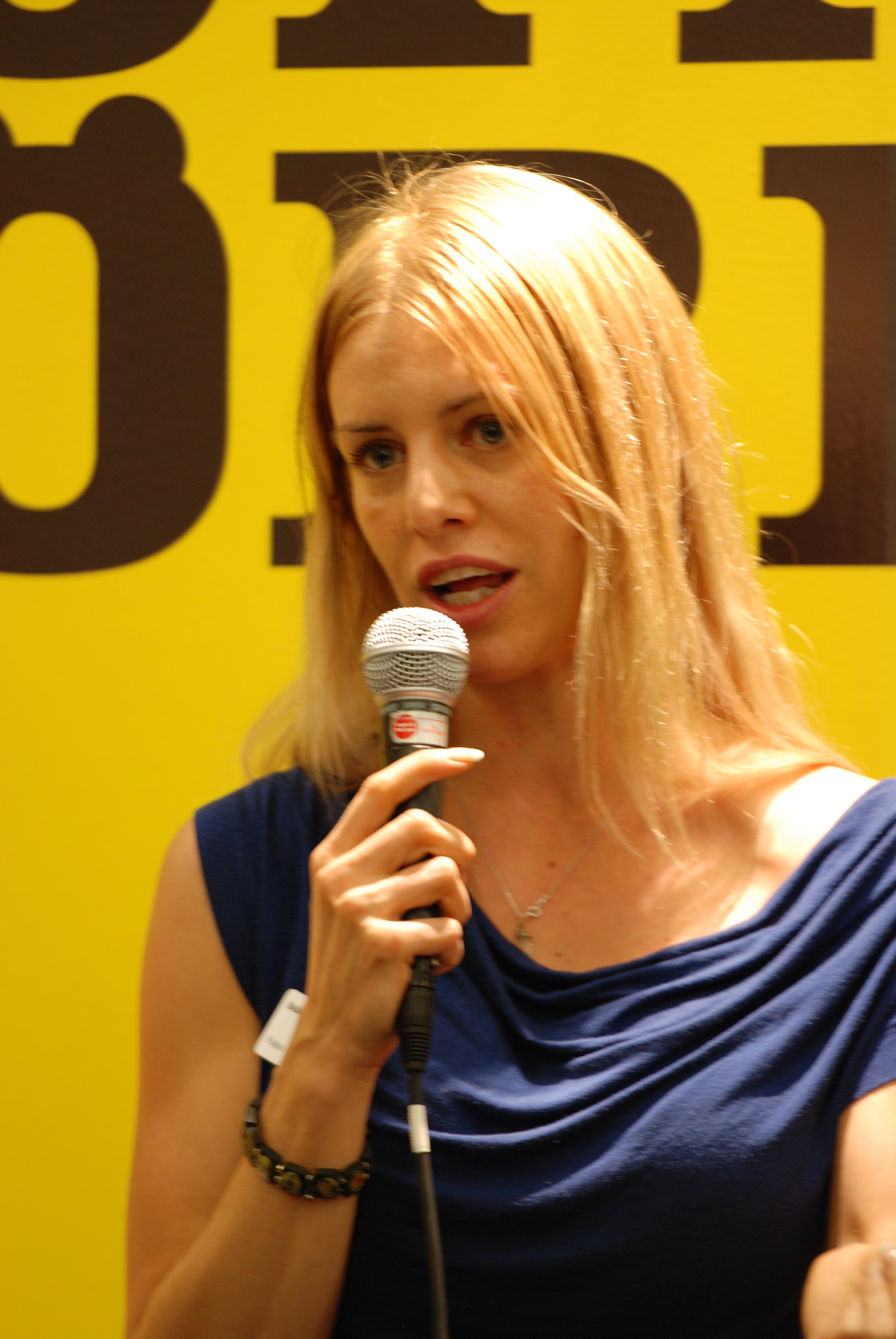
Kajsa "Ekis" Ekman på bokmässan i Göteborg, 2013.

Kajsa Ekis Ekman bodde i Grekland åren 2011 till 2014. Hon skrev då boken Skulden (2013) som handlar om den ekonomiska krisen i Europa utifrån ett grekiskt perspektiv, en bok som översattes till grekiska med titeln κλεμμένη άνοιξη ("Den stulna våren"). Den vänder sig mot den i Sverige citerade myten om den lata greken. För boken och för engagemang för Grekland fick hon priset Årets svensk-grek 2015.

### Om könets existens
Ekmans bok Om könets existens som behandlar vad hon kallar den nya synen på kön, utkom i april 2021 på förlaget Polaris.

## Opinionsbildning
Kajsa Ekman har skapat flera nätverk och organisationer, bland andra aktionsgruppen Klimax, Feministiskt Nej till Surrogatmödraskap och Nätverket för Grekland. Hon var även talesperson för gruppen Shut It Down som under 2010 arbetade för att stoppa Värtaverket och som utförde civila olydnadsaktioner.

### Arbetsmarknad
Ekman har i flera artiklar skrivit om klassamhället och om de ökande klyftorna i samhället. Hon har bland annat kritiserat varför arbetares dödsolyckor inte får någon uppmärksamhet i medierna, som i denna artikel från 2020: "Det blir inga trådar på nätet där hobbydetektiver försöker reda ut vad som hänt. Det blir ingen valfråga där partierna försöker trumfa varandra i vem som gör mest. Och nästan aldrig blir företagen åtalade för att ha orsakat arbetares död. Det är som om hela Sverige tyst accepterat att vårt land ska byggas till priset av att arbetare, särskilt östeuropéer, offras."

### Illegala adoptioner
Ekman uppdagade 2018 i en artikel i Aftonbladet att barn hade stulits från Kina för adoption under tiden Ulf Kristersson var ordförande för Adoptionscentrum. Över trettio barn förmedlades från barnhem som var involverade i människohandel. Artikeln följdes upp av ett reportage i Dagens Nyheter 2022 där det visades att Kristersson kände till misstankarna.

### Syn på kapitalism och robotisering
Kajsa Ekis Ekman har hållit ett TEDx-föredrag om kapitalismen. I talet förklarar hon att hon ser de senaste trettio åren som en högeroffensiv, där kapitalisterna har sökt återvinna oljekrisens förlorade profiter genom tre strategier. För det första ska det ha gjorts genom att privatisera och äta sig in på välfärdssektorn, för det andra genom att ägna sig åt bank- och spekulationsverksamhet i allt högre grad samt för det tredje att sänka löner och/eller flytta till låglöneländer. I Sveriges Televisions program Idévärlden 2017 säger hon att kapitalismen är anarkistisk till sin natur. Hon har också, apropå robotiseringen, invänt mot teoretiker som exempelvis Paul Mason som menar att robotiseringen kommer att ta över våra arbeten och att mjukvara är en vara som skapar sig själv. Ekman har kommenterat detta med att Mason inte ser det arbete som utförs inom mjukvarusektorn och att han därmed osynliggör detta arbete.

### Simhallen i Högdalen
År 2010 lade Ekman ut idrottsborgarrådet Regina Kevius badkar till försäljning på köp- och säljsajten Blocket i protest mot borgarrådets utförsäljning av simhallen i Högdalen i Stockholm. Annonsen stoppades av Blocket eftersom badkaret inte tillhörde annonsören. Ekman menade att med samma logik hade Kevius inte heller rätt att sälja ut simhallen, som tillhörde folket. Inspirationen kom från aktivister i Göteborg som lade ut lokalpolitikers hem på Hemnet, efter att de börjat sälja fastigheter ur allmännyttan. Hon följde upp med att lägga upp böcker som hon gissade att kommunnämndens ordförande i Nacka läste, eftersom han lade ut driften av biblioteken på upphandling.

### Israelkritik
Kajsa Ekis Ekman var sommaren 2015 som aktivist ombord på ett av fartygen i Ship to Gaza-aktionen för att protestera mot Israels blockad av Gazaremsan. Fartyget stormades av israelisk militär, varefter hon satt frihetsberövad en vecka i Givonfängelset i Ramla. Hon menar att Israel som stat är "byggt på ockupation, fördrivning av människor samt apartheid" och att detta bör kritiseras.
Ekman har vägrat ta avstånd från Hamas och kallat partiet för en välgörenhetsorganisation, vilket har mött stark kritik från terrorforskare. I november 2023, kort efter Hamas attack på civila israeler, demonstrerade hon framför en banderoll med texten "intifada" och försvarade attacken.

### Synen på kön
Ekman menar i sin bok och artiklar att synen på könet och vem som är en kvinna  har börjat förändrats från biologiskt synsätt – vilka könsceller som personer har – till upplevt synsätt. Ekman anför som exempel texten på det senare det som stod i Vårdguiden (år 2019): "Det som avgör vilket kön du har är inte kroppen eller vad som står i ditt pass; det är vad du själv känner som spelar roll".(Ekman, sid 9, 2021) Denna förändring leder enligt Ekman  till att kvinnofrågan riskerar att undermineras. Transpersoner omnämns i Varat och varan (2010) men det var först under senare delen av 2010-talet som Ekman började lägga större fokus på de motsättningar hon anser finns mellan kvinnorättsfrågor och transrättsfrågor. I en artikel från 2018 skriver Ekman att kön har omdefinierats från att vara en reproduktiv funktion till att utgöra en identitet. Förutom att behandla etiska frågeställningar som rör medicinsk behandling av minderåriga så redogör artikeln för redan existerande och potentiella negativa effekter av den nya definitionen på kön. Ekmans artikel ledde till en hätsk debatt i svenska massmedier. Från flera transkvinnor kom skarp kritik och Ekman beskrevs som "provocerande osolidarisk". Ekman besvarade kritiken och efterfrågade svar på sina frågeställningar, och vissa uttryckte att frågeställningarna var viktiga och måste få diskuteras. Sammanfattande artiklar om debatten publicerades hos bland annat SVT och Etc.
Ekman fördjupade sin analys av kön och könsidentitet med boken Om könets existens: tankar om den nya synen på kön (2020). Hon menar att en slags könsroller har bytts mot en annan. Där man tidigare förväntades att klä sig på ett visst sätt, ha vissa intressen och vissa personlighetsdrag beroende på ens fysiska kön, ska nu det fysiska könet styras av hur man klär sig, vilka intressen man har och vilka personlighetsdrag man har. Denna tes väckte många reaktioner och delade åsikter. Bland de som tog avstånd från Ekmans inställning fanns RFSL, som besvarade Ekmans bok med att publicera en lista över hundra saker de ansåg var fel i Ekmans bok. Som svar på Ekmans kritik att könets tidigare grund varit den "materiella basen" av "könsceller", anför de att kön aldrig i regel tilldelats baserat på könsceller eller kromosomalt kön utan på en kropps utseende, då barnet föds och tilldelas ett juridiskt kön (m a o att man inte gör "kromosomtester" på spädbarn för att avgöra om de är pojkar eller flickor), samt att vad som skulle "ersätta" dessa inte är "stereotyper" och "kulturella normer" utan könsidentitet, och påpekar även i sammanhanget att det inte finns ett sätt att vara ett visst kön utan att alla är olika i någon mening. De kritiserar Ekman för att inte förstå att könsidentitet och könsroller är olika; hennes kritik att "den nya synen på kön" har förbytts från en biologisk, vad hon kallar "materiellt kön", till ett befästande av stereotypa könsbeteenden och könsroller grundar sig alltså i ett missförstånd kring att hon antar att könsroller är detsamma som könsidentitet när det egentligen är könsidentitet som fått mer plats i förståelsen av vad kön kan tänkas vara. I deras mening är alltså Ekmans kritik hennes eget missförstånd. RFSL redogör dock inte för vad könsidentitet exakt är, men i deras mening har det en mycket stor konkret betydelse för många människors vardag. Hennes bok mötte också skarp kritik i dags- och kvällspress för en del av sina slutsatser samt bruket av källor.
Vid några tillfällen har Ekman blivit avbokad från föreläsningsuppdrag efter att hennes kritik mot nya synen på kön uppmärksammats. Till exempel blev hon avbokad av Roks 2018 med motiveringen att hennes uttalanden om kön inte är "förenligt med Roks ideologi." Mittuniversitetets Forum för genusvetenskap ställde med kort varsel in ett frukostseminarium som delvis utgick från Ekmans bok, med hänvisning till att frukostseminarium inte var rätt format för ämnet. I ett utskick meddelade Forum för genusvetenskap att de "[u]tifrån frågor och kommentarer som inkommit i anslutning till seminariet vill [...] poängtera att Forum för genusvetenskap inte är en plats för transfobi och transhat”. Ekman bemötte utskicket på Instagram med frågan "Så först tänkte ni ha en plats för ’transfobi och transhat’ men ångrade er?"
Den offentliga debatt om bruket av ordet kvinna, som startades av Ekman, har fortsatt. I början av 2025 tog paraplyorganisationen Sveriges Kvinnoorganisationer avstånd från förslag att byta ut ordet kvinna mot "den som är gravid" i en lagtext som handlar om rätten till abort. Detta hade föreslagits av en statlig utredare.

## Övriga aktiviteter

### LedarskribentDagens Etc
När tidningen Dagens Etc grundades som papperstidning med tydlig vänsterprofil år 2014 kontrakterades Ekman som ledarskribent. Hennes kontrakt sades upp med omedelbar verkan i april 2022, efter att hon skrivit en artikel om den ukrainska tidningen The Kyiv Independent. Ekmans artikel är ett grävande reportage om vilka ekonomiska och politiska intressen som har inflytande över den ukrainska tidningen. Artikeln fokuserar på tidningens finansiering, som Ekman menar kommer från European Endowment for Democracy och den kanadensiska regeringen. Artikeln tar även upp att vd:n och försvarsreportern på tidningen har nazistiska kopplingar, i synnerhet till den ukrainska milisen Azovbataljonen, samt att många av reportrarna har kopplingar till bland annat amerikanska utrikesdepartementet och USAID.
Artikeln anklagades för att reproducera rysk propaganda, misstänkliggöra Ukraina och hylla Putin. Särskild kritik riktades mot Ekman för att hennes val av tema skedde under pågående krig. Etc valde att bryta samarbetet med Ekman, som också anklagades för plagiat eftersom en liknande artikel publicerats före hennes. Andreas Gustavsson, chefredaktör på Etc, tog dock del av Ekmans artikel tidigare än så och kunde tillbakavisa anklagelserna om plagiat. Han tydliggjorde också att artikeln inte var orsaken till att samarbetet avbröts, utan att hennes agerande i sociala medier varit avgörande. På Instagram hade Ekman jämfört RT med Telesur, Al-Jazeera och CNN. Gustavsson anklagades för oförmåga att känna igen rysk propaganda, trots att flera artiklar med liknande budskap som Ekmans hade publicerats i nära anslutning till hennes artikel.
Agerandet från Etc ifrågasattes från flera håll och en debatt om yttrandefrihet och pressfrihet följde. Flera skribenter på Etc, inklusive Nina Björk, Aleksa Lundberg och Stefan Sundström, har visat sitt stöd för Kajsa Ekis Ekmans position som ledarskribent, bland annat genom ett öppet brev som publicerades i Etc och var underskrivet av tolv kollegor som skriver för Etc.

### ChefredaktörArbetaren
Efter sommaren 2022 meddelade tidningen Arbetarens styrelseordförande Thomas Karlsson att han hade tillsatt Kajsa Ekis Ekman som tillförordnad chefredaktör under ett år. Det ledde till protester när redaktionen och styrelsen fick reda på beslutet.
Protesterna ledde till att några anställda varnades, att styrelsen avgick och ägarnas, fackföreningen SAC:s, centralkommitté gick in som tillfällig styrelse. Den nya styrelsen hävde avtalet med Kajsa Ekis Ekman. Detta sista vägrade hon acceptera, bland annat med hänvisning till lagen om anställningsskydd, LAS.
Kajsa Ekis Ekman blev därmed arbetsbefriad utan lön, och stämde tidningen med krav på utebliven inkomst och skadestånd. Tidningen fälldes i tingsrätten för kontraktsbrott och att betala månadslönen för hela året samt skadestånd.
I mars 2024 stämde Kajsa Ekis Ekman ännu en gång Arbetaren, på över en halv miljon kronor. I en debattartikel i Flamman kritiserades Ekmans beslut av SAC:s generalsekreterare Gabriel Kuhn, som bland annat ifrågasatte hennes förhållningssätt till arbetsplatsdemokrati.

### Arbetarbloggen
Under sin tid på tidningen Arbetaren ville hon lansera en blogg, Arbetarbloggen, där arbetare själva skulle kunna blogga om sin vardag. Tidningen delade våningsplan med den syndikalistiska fackföreningen SAC, och hon inspirerades av berättelser från deras besökare. Tidningen fullföljde inte lanseringen och när hon fick lämna den startade hon istället arbetarbloggen.se dit arbetstagare får skicka in berättelser från det vardagliga arbetet.

## Priser och utmärkelser
- 2010 – Jan Myrdals lilla pris – Robespierrepriset
- 2015 – Årets svensk-grek, utsedd av Nämnden för kulturellt samarbete mellan Sverige och Grekland.[81]
- 2016 – Sara Lidman-priset[82]
- 2020 – Leninpriset[83][20]